# Jadwisin (województwo dolnośląskie)
Jadwisin – wieś w Polsce położona w województwie dolnośląskim, w powiecie złotoryjskim, w gminie Zagrodno.

## Podział administracyjny
W latach 1975–1998 miejscowość administracyjnie należała do województwa legnickiego.

## Demografia
Według Narodowego Spisu Powszechnego (III 2011 r.) liczył 111 mieszkańców. Jest najmniejszą miejscowością gminy Zagrodno.

## Położenie
Wieś leży przy autostradzie A4, przez wieś przepływa Skora.

## Sport
We wsi działał  klub piłkarski Ludowy Zespół Sportowy Skora Jadwisin. Swoje mecze rozgrywał na Stadionie Wiejskim w Jadwisinie (boisko o wymiarach: 110 × 68 m). Od sezonu 2006/2007 współzawodniczył w rozgrywkach A-klasy, grupa: Legnica III. Największym osiągnięciem drużyny jest zajęcie 2. lokaty w sezonie 2008/2009 (24 mecze, 49 pkt, bilans: 14-7-3).